# آن گاووکیان
آن گاووکیان (ارمنی: Էն Գավուքյան؛ زادهٔ ۷ اکتبر ۱۹۵۲) سیاست‌مدار ارمنی‌تبار اهل کانادا است که بین سال‌های ۱۹۹۷ تا ۲۰۱۴ کمیسیونر حریم خصوصی و اطلاعات استان انتاریو بود.

## زندگی‌نامه
در ۷ اکتبر ۱۹۵۲ در قاهره، مصر به دنیا آمد و در سال ۱۹۵۸ به همراه خانواده به کانادا مهاجرت نمود. گاووکیان در رشته روان‌شناسی از دانشگاه یورک و در رشته جرم‌شناسی از دانشگاه تورنتو فارغ‌التحصیل شد. وی همچنین برنده جوایز بیشماری شده‌است. وی خواهر رافی (خواننده)، سرگرمی‌ساز کودکان اهل کانادا می‌باشد.